# Jan Kanty Podolecki
Jan Kanty Podolecki, ps. „Jaśko z Beskidu” (ur. w 1800 w Bezmiechowej, zm. 28 maja 1855 w Pau) – poeta, publicysta, badacz kultury ludowej, ziem górskich, działacz niepodległościowy, narodowy, socjalistyczny, polityk, tłumacz.

## Życiorys
W Lisku, w majątku Wincentego Krasickiego spędził dzieciństwo i młodość, a po jego śmierci przeniósł się wraz z rodzicami do Rzepedzi. Tam mieszkał przez kolejne 20 lat, badając kulturę Łemków i prowadząc działalność społeczno-polityczną. Wędrował po Bieszczadach z Wincentym Polem i K.J. Turowskim). Przebywał u hr. Michała Konarskiego w Wetlinie. Zarządzał majątkiem Rzepedź. Dwór tamtejszy stał się miejscem ożywionego życia towarzyskiego i schronienia dla powstańców, emisariuszy. 
Uczestnik spisków patriotycznych w Galicji, przygotowań do powstania krakowskiego w 1846, w czasie Wiosny Ludów 1848, członek Centralnej Rady Narodowej we Lwowie; działacz TDP, 1849–51 w jego Centralizacji. 
Na podstawie miejscowego podania napisał powieść Hnatowe Berdo i Elegię na śmierć wieszcza z Miodobrodu Tymona Zaborowskiego, poemat Władysław Warneńczyk. W 1848 w Paryżu wydano jego dzieło Słowa prawdy dla ludu polskiego.
Ożenił się z Sabiną Kieszkowską (córka Stanisława, siostra Henryka).